# Ghaytun
Ghaytun (tiếng Ả Rập: غيطون, đã Latinh hoá: Ghayţūn) là một ngôi làng nằm ở phía bắc tỉnh Aleppo, tây bắc Syria, cách thành phố Aleppo khoảng 30 km (19 mi) về phía bắc, phía nam cách biên giới Syria với Thổ Nhĩ Kỳ khoảng 20 km (12 mi); đây là một phần hành chính của Nahiya Akhtarin thuộc quận Azaz. Các địa phương lân cận bao gồm Akhtarin cách 4 km (2,5 mi) về phía đông bắc, cách Ghuz 2 km (1,2 mi) về phía nam và cách Mare' 9 km (5,6 mi) về phía tây. Trong cuộc điều tra dân số năm 2004, Ghaytun có dân số là 1.080 người.